# Unbreakable (албум на „Бекстрийт Бойс“)
Unbreakable (на български: Нечуплив) е шестият (пети за САЩ) студиен албум на американската поп-група Бекстрийт Бойс издаден октомври 2007 година. Това е първият албум след напускането на Кевин Ричардсън. Албумът е с общи продажби 229 000 в САЩ и 1 500 000 копия в останалата част на света. Албумът е на 7-о място в САЩ и получава платинена сертификация.

## Списък с песните

### Оригинален траклист
1. „Intro“ – 0:58
2. „Everything But Mine“ – 4:06
3. „Inconsolable“ – 3:37
4. „Something That I Already Know“ – 3:29
5. „Helpless When She Smiles“ – 4:05
6. „Any Other Way“ – 3:23
7. „One in a Million“ – 3:32
8. „Panic“ – 2:54
9. „You Can Let Go“ – 3:32
10. „Trouble Is“ – 3:33
11. „Treat Me Right“ – 4:10
12. „Love Will Keep You Up All Night“ – 4:14
13. „Unmistakable“ – 3:48
14. „Unsuspecting Sunday Afternoon“ – 3:21

### Японско издание
1. „Close My Eyes“ – 4:06
2. „There's Us“ – 4:10

### Американско и британско лимитирано издание
1. „Downpour“ – 3:24
2. „In Pieces“ – 3:45

### Walmart, австралийско, новозеландско, мексиканско и канадско делукс издание
1. „Downpour“ – 3:24
2. „In Pieces“ – 3:45
3. „Nowhere to Go“ – 2:52

### Японско лимитирано делукс издание/Азиатско tour издание
1. „Nowhere to Go“ – 2:52
2. „Inconsolable“ (Jason Nevins radio mix) – 4:11
3. „Helpless When She Smiles“ (Jason Nevins radio mix) – 4:24
4. „Satellite“ – 3:29

### Азиатско tour издание DVD
1. „Inconsolable“ (видеоклип)
2. „Inconsolable“ (правене на видеото)
3. „Helpless When She Smiles“ (видеоклип)
4. „Helpless When She Smiles“ (правене на видеото)
5. „9 Days in Tokyo“ (документален филм)

### Неиздавани песни, демота, алтернативни версии, бонус тракове и B-Sides
1. „Happily Never After“
2. „Evergreen“